# Juventud Socialista Argentina
La Juventud Socialista Argentina o Juventudes Socialistas de Argentina (JS) es la organización joven del Partido Socialista Argentino (PS) junto al Movimiento Nacional Reformista (MNR), su brazo universitario. Al igual que el Partido Socialista, la JS tiene una ideología de izquierda democrática, estando también afiliada a la Unión Internacional de Juventudes Socialistas (IUSY) y desde hace 4 años mantienen la Vicepresidencia de la misma.

## Organización e historia
La JS es una organización nacional con representación federal, teniendo miembros de todas las provincias de la Argentina dentro de su mesa ejecutiva. Su actual Secretario General es Juan Silvero, de la Federación Santa Fe, y su Secretaría Adjunta es Ana Laura Catelén, de la Federación Buenos Aires.
Las JS y el MNR tienen representación propia en las mesas ejecutivas del Partido Socialista en sus distintos niveles.
El límite de edad para formar parte de la JS son los 30 años.
Las Juventudes Socialistas participaron de múltiples debates y manifestaciones históricas en la lucha por, entre otros temas, la Educación Pública y Gratuita, el Presupuesto Universitario, el Aborto Legal, la Ley de Juventudes, la Ley de Matrimonio Igualitario, el Trabajo Infantil, el Acceso a la Vivienda, los Derechos Laborales, la Igualdad de Género, la Derogación por Ley del Servicio Militar Obligatorio, etc.

## Autoridades
| Mesa Ejecutiva Nacional (2024-2026) | Mesa Ejecutiva Nacional (2024-2026) | Mesa Ejecutiva Nacional (2024-2026) |
| Cargo                               | Miembro                             | Federación                          |
| ----------------------------------- | ----------------------------------- | ----------------------------------- |
| Secretaria General                  | Valeria Vargas                      | Buenos Aires                        |
| Secretaria General Adjunta          | Martina Magali Vasquez              | Santa Fe                            |
| Miembro                             | Martin Chavez                       | Córdoba                             |
| Miembro                             | Nazarena Vicchi                     | Mendoza                             |
| Miembro                             | Matias Tejeda                       | Santiago del Estero                 |
| Miembro                             | Agustina Pfund                      | La Pampa                            |
| Miembro                             | Agustin Ferreyra                    | Entre Ríos                          |
| Miembro                             | Natalia Castro                      | San Juan                            |
| Miembro                             | Agustin Figueroa                    | Jujuy                               |
| Miembro                             | Oriana Leiva                        | Catamarca                           |
| Miembro                             | Nacho Alurralde                     | Santa Fe                            |
| Miembro                             | Dayla Ortiz                         | Buenos Aires                        |
| Miembro                             | Paula Muscia                        | Mendoza                             |
| Miembro                             | Sebastian Moyano                    | Santa Fe                            |
| Miembro                             | Milagros Almada                     | Corrientes                          |
| Miembro                             | Bruno Baravalle                     | Santa Fe                            |
| Miembro                             | Veronica Provenzano                 | Buenos Aires                        |
| Miembro                             | Salomé Inostroza                    | Rio Negro                           |
| Miembro                             | Georgina Cluster                    | La Pampa                            |

## Campamentos nacionales
Desde 27 años, la JS organiza ininterrumpidamente en el mes de enero un Campamento Nacional al que concurren jóvenes que militan en todo el país para intercambiar experiencias de militancia, debatir temas de la actualidad y elaborar posicionamientos políticos conocidos internamente como "El Enero". 
Estos campamentos fueron ideados a partir de las “Tolderías” uruguayas, espacio de encuentro que los y las jóvenes socialistas uruguayos realizaban en diferentes lugares del hermano país.
En estos encuentros anuales participan también jóvenes socialistas de otros países afiliados a la IUSY y se invita a referentes del Partido Socialista Argentino e intelectuales a debatir junto a los jóvenes la forma de transformar la Argentina para hacer un país con mayor igualdad, justicia y solidaridad. Además, los jóvenes socialistas realizan una actividad solidaria en cada localidad en la que se realiza el Campamento, como agradecimiento por el recibimiento a la comunidad del lugar y como muestra de la capacidad de transformación del socialismo.
Un rasgo distintivo de los Campamentos Nacionales de las Juventudes Socialistas Argentinas es que tienen un costo solidario, es decir, que todos los jóvenes que concurren a "Los Eneros" pagan lo mismo para asistir, sin importar la distancia de su procedencia con respecto al lugar donde se organiza el campamento.

## Galería

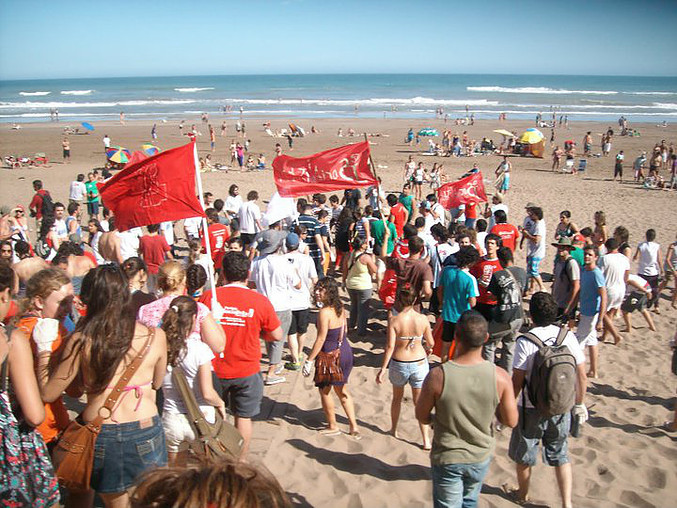
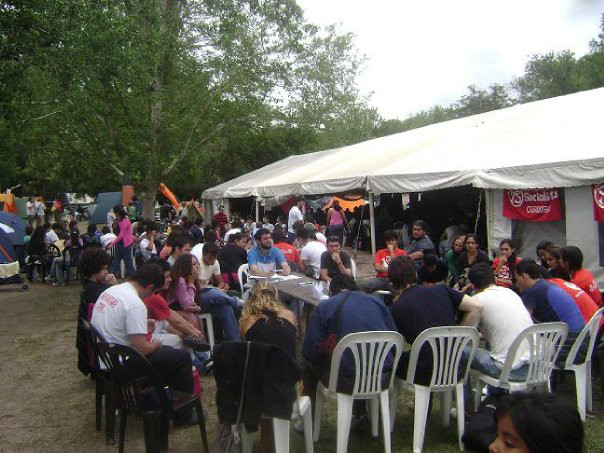
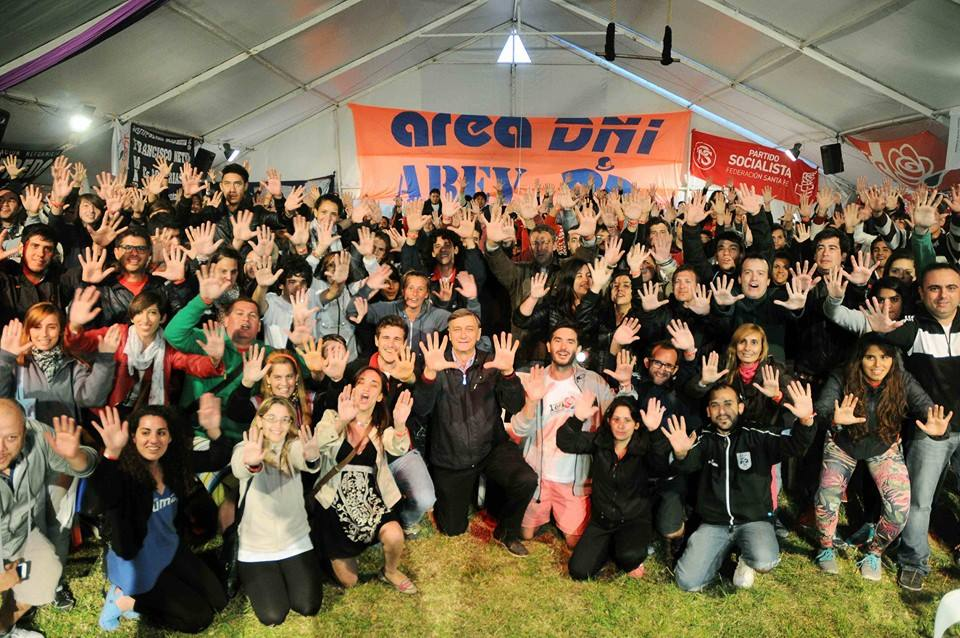
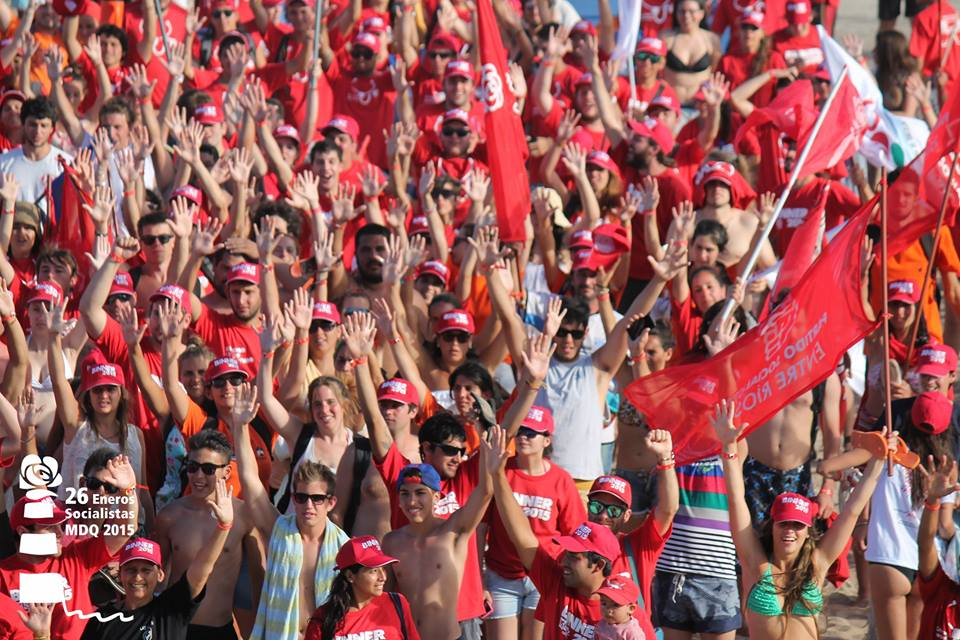
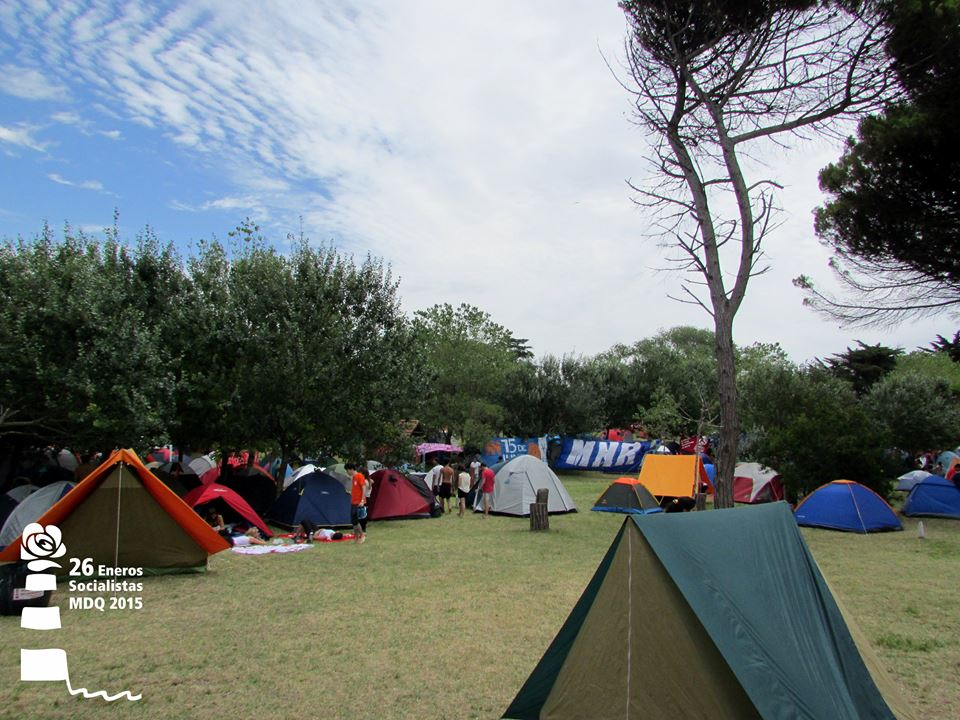

## Campamentos
- 1990 Villa Rumipal (Córdoba)
- 1991 Los Palmares de Colón (Entre Ríos)
- 1992 Mar Chiquita (Córdoba)
- 1993 San Agustín del Valle Fértil (San Juan)
- 1994 Bariloche (Río Negro)
- 1995 Campo Quijano (Salta)
- 1996 Viedma (Río Negro)
- 1997 Puerto Rico (Misiones)
- 1998 Pehuen-Có (Buenos Aires)
- 1999 Villa Rumipal (Córdoba)
- 2000 Amaicha del Valle (Tucumán)
- 2001 Tunuyan (Mendoza)
- 2002 Concepción del Uruguay (Entre Ríos)
- 2003 Necochea (Buenos Aires)
- 2004 Carcarañá (Santa Fe)
- 2005 Paraná (Entre Ríos)
- 2006 Trapiche (San Luis)
- 2007 Rincón (Santa Fe)
- 2008 Romang (Santa Fe)
- 2009 Cafayate (Salta)
- 2010 Jesús María (Córdoba)
- 2011 Necochea (Buenos Aires)
- 2012 Tunuyan (Mendoza)
- 2013 Paraná (Entre Ríos)
- 2014 Oliveros (Santa Fe)
- 2015 Mar del Plata (Buenos Aires)
- 2016 Oliveros (Santa Fe)
- 2017 Yala (Jujuy)
- 2018 Cosquín (Córdoba)
- 2019 San Nicolás (Buenos Aires)
- 2020 Peréz (Santa Fe)
- 2021 Cancelado por la pandemia del Covid-19
- 2022 Cancelado por la pandemia del Covid-19
- 2023 Sauce Viejo (Santa Fe)
- 2024 Villa Urquiza (Entre Ríos)

## Declaración de Oliveros
El 9 de enero de 2016, en el marco del cierre del 27.° Campamento Nacional de las Juventudes del Partido Socialista, los jóvenes socialistas debatieron y elaboraron un documento político conocido como la Declaración de Oliveros, en el que figuran las siguientes resoluciones:
- Declararnos como una organización política de oposición al gobierno de Mauricio Macri, caracterizándolo como un gobierno enrolado en la nueva derecha latinoamericana que no construirá mayor igualdad y libertad en el seno de nuestro pueblo, en especial las juventudes

- Clarificar el mensaje político socialista para lograr la movilización de mayores sectores sociales que sigan nutriendo nuestra propuesta, trazando un camino de construcción frentista común junto a organizaciones sociales y populares con las que coincidamos en visiones y propuestas políticas para la transformación de la realidad.

- Encarar este año con un fuerte protagonismo en el debate público nacional en los temas que aquejan a trabajadores, mujeres, jóvenes, artistas, pequeños productores y a las múltiples minorías que conforman las mayorías nacionales.

- Avanzar en la institucionalidad de las Juventudes Socialistas Argentinas que contemplen: pautas de funcionamiento y composición, conformación de un padrón, paridad de género, representación territorial y por frente de militancia, método de elección de autoridades e instancias de participación y representación. Y adecuación de la normativa partidaria.

- Encarar un proceso de innovación y renovación política respecto de nuestras herramientas de militancia que posibiliten encauzar nuevas formas de participación.

- Intensificar los espacios y los métodos para desarrollar nuestra formación política.

- Utilizar lenguaje no sexista en cualquiera de nuestras declaraciones.